# Сатанівська селищна рада
Са́танівська се́лищна ра́да — орган місцевого самоврядування Сатанівської селищної ОТГ Хмельницького району Хмельницької області.

## Загальні відомості
Сатанівська селищна рада утворена в 1921 році.
- Територія ради: 19,2 км²
- Населення ради: 2 248 осіб (станом на 2001 рік)
- Територією ради протікає річка Збруч

## Населені пункти
Селищній раді підпорядковані населені пункти:
- смт Сатанів
- с. Іванківці
- с. Кринцілів
- с. Кам'янка
- с. Спасівка
- с. Клинове
- с. Юринці
- с. Зверхівці
- с. Олександрівка
- с. Покровка
- с. Сатанівка

## Склад ради
Рада складається з 16 депутатів та голови.
- Голова ради: Собков Альберт Іванович
- Секретар ради: Бандило Любов Василівна

### Керівний склад попередніх скликань
| Прізвище, ім'я, по батькові | Основні відомості                                                | Дата обрання | Дата звільнення |
| --------------------------- | ---------------------------------------------------------------- | ------------ | --------------- |
| Собков Альберт Іванович     | Селищний голова, 1958 року народження, освіта вища, безпартійний | 26.03.2006   | 31.10.2010      |
| Собков Альберт Іванович     | Селищний голова, 1958 року народження, освіта вища, безпартійний | 31.10.2010   |                 |

Примітка: таблиця складена за даними сайту Верховної Ради України

### Депутати
За результатами місцевих виборів 2010 року депутатами ради стали:

#### За суб'єктами висування
| Суб'єкт висування | Кількість обраних депутатів | %    |
| ----------------- | --------------------------- | ---- |
| Партія регіонів   | 6                           | 37,5 |
| Народна партія    | 5                           | 31,3 |
| Самовисування     | 5                           | 31,3 |

#### За округами
| № округу        | Прізвище, ім'я, по батькові     | Дата визнання обраним | Освіта             | Партійна приналежність | Відомості про обраного депутата                        |
| --------------- | ------------------------------- | --------------------- | ------------------ | ---------------------- | ------------------------------------------------------ |
| Народна Партія  |                                 |                       |                    |                        |                                                        |
| 3               | Бандило Любов Василівна         | 03.11.2010            | вища               | позапартійна           | Сатанівська селищна рада, секретар                     |
| 7               | Герман Віктор Анатолійович      | 03.11.2010            | середня спеціальна | позапартійний          | Район електромереж, електрик                           |
| 9               | Павлюк Віталій Ананійович       | 03.11.2010            | вища               | позапартійний          | Сатанівська аптека, завідувач                          |
| 10              | Александрова Ніна Станіславівна | 03.11.2010            | вища               | позапартійна           | Сатанівська селищна рада, головний бухгалтер           |
| 15              | Слободян Анатолій Броніславович | 03.11.2010            | вища               | позапартійний          | тимчасово не працює                                    |
| Партія регіонів |                                 |                       |                    |                        |                                                        |
| 1               | Свіщов Володимир Дмитрович      | 03.11.2010            | вища               | позапартійний          | тимчасово не працює                                    |
| 2               | Іжицький Володимир Тадеушович   | 03.11.2010            | вища               | позапартійний          | Сатанівська загальноосвітня школа, директор            |
| 4               | Казанішена Людмила Василівна    | 03.11.2010            | вища               | позапартійна           | Сатанівська загальноосвітня школа, заступник директора |
| 12              | Батарчуков Олександр Васильович | 03.11.2010            | вища               | позапартійний          | ДП’’Оздоровчий комплекс ’’Поділля", директор           |
| 14              | Галкін Сергій Павлович          | 03.11.2010            | середня            | позапартійний          | ДП’’Оздоровчий комплекс ’’Поділля’’, майстер           |
| 16              | Клепас Любов Володимирівна      | 03.11.2010            | вища               | позапартійна           | тимчасово не працює                                    |
| Самовисування   |                                 |                       |                    |                        |                                                        |
| 5               | Катеринюк Галина Анатоліївна    | 03.11.2010            | вища               | позапартійна           | Сатанівська загальноосвітня школа, вчитель             |
| 6               | Бринь Григорій Андрійович       | 03.11.2010            | вища               | позапартійний          | ТОВ ’’Аква — Віта Жива вода ", головний лікар          |
| 8               | Грузинська Галина Олександрівна | 03.11.2010            | середня спеціальна | позапартійна           | пенсіонер                                              |
| 11              | Шелега Світлана Михайлівна      | 03.11.2010            | середня спеціальна | позапартійна           | Територіальний центр, соціальний робітник              |
| 13              | Груша Ольга Іванівна            | 03.11.2010            | вища               | позапартійна           | Сатанівська загальноосвітня школа, вчитель             |